# Alfredo Ovalle Vicuña
Ignacio Alfredo Sandalio Ovalle Vicuña, más conocido como Alfredo Ovalle Vicuña (Santiago, 1853-?), fue un empresario minero y político chileno.

## Biografía
Hijo de Ramón Francisco Ovalle Vicuña y Corina Vicuña Guerrero. Se casó con Juana Rodríguez Cerda y tuvieron diez hijos.
Estudió en los Sagrados Corazones, en el Instituto Nacional y en la Universidad de Chile. Te tituló de abogado en 1879; pero no ejerció su profesión. Se dedicó, en parte, como su padre, a la minería. En Vallenar, dio vida al establecimiento de beneficios de metales, denominado Camarones. Dio impulso al mineral Las Vizcachas, donde explotó metales argentíferos. Aparte de Vallenar, también trabajó en faenas mineras en Freirina y Carrizal Alto.
Inventó un horno de fundición, de gran rendimiento y economía, para la obtención directa de cobre en barras. El 15 de marzo de 1905 se le concedió patente por veinte años, para un aparato de concentración mecánica para toda clase de minerales. En el Registro General de Patentes de Invención de 1913, se enumeran todas las patentes que obtuvo.
En la guerra civil de 1891 fue partidario de José Manuel Balmaceda; su casa de Santiago fue saqueada, donde tenía los originales de la traducción que su padre había hecho, de La Eneida de Virgilio, la que sustrajeron. También fueron destruidas sus minas en Las Vizcachas y Ballena.
Fue elegido senador por Atacama en el Congreso Constituyente de 1891, ejerciendo entre el 15 de abril y el 18 de agosto de 1891. Integró la Comisión Permanente de Hacienda e Industria.
Participó en el Congreso Minero de Copiapó en 1897 y disertó sobre las patentes de minas. Fue condecorado por la Academia de Inventores de París, con una medalla de oro y un diploma.